# Hod

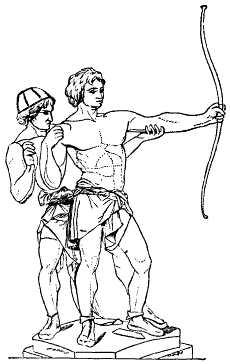
Loki îl determină pe Hod să își ucidă fratele.

În mitologia nordică, Hod este zeul orb al iernii și al întunericului, fiul lui Odin și al lui Frigg, aparținând familiei Aesir. Când zeii îl foloseau pe invincibilul Baldur drept țintă pentru a-i testa puterea, zeul cel orb și-a ucis din greșeală fratele folosind o săgeată din lemn de vâsc. Moartea lui Baldur a fost plănuită de Loki, care aflase că acesta era ocrotit de toate forțele și materialele naturii, însă nu și de vâsc. Hod este ucis pentru fapta sa de zeul răzbunării, Vidar.